# بورخاباد
برج عبَّاد أو (نقحرة: بورخاباد) هي بلدية تقع في مقاطعة شورية، في منطقة قشتالة وليون، في إسبانيا. يبلغ عدد سكانها 56 نسمة وذلك حسب (المعهد الوطني للإحصاء) سنة 2004.